# Antonio León Blanco
Antonio León Blanco (né le 8 février 1965 à Madrid en Espagne) est un footballeur espagnol qui jouait au poste de défenseur.

## Biographie
Il commence sa carrière au Real Madrid et la termine au Betis Séville. Avec le Real Madrid, il joue principalement en faveur du Real Madrid Castilla, à savoir l'équipe réserve qui évolue en deuxième division.
Au total, Antonio León Blanco joue 19 matchs en première division et 148 matchs en deuxième division.

## Palmarès
- Champion d'Espagne en 1988 avec le Real Madrid CF